# Stronger Than Ever
Stronger Than Ever – czwarty album studyjny niemieckiej heavymetalowej grupy Grave Digger, nagrany w 1986 roku i wydany przez Noise Records pod nazwą Digger.

## Lista utworów
1. "Wanna Get Close" – 4:32
2. "Don't Leave Me Lonely" – 4:17
3. "Stronger Than Ever" – 4:30
4. "Moon Riders" – 3:43
5. "Lay It Down" – 3:02
6. "I Don't Need Your Love" – 4:16
7. "Stand Up And Rock" – 3:18
8. "Listen To The Music" – 3:51
9. "Shadows Of The Past" – 3:49
10. "Stay Till The Morning" – 2:55

## Twórcy
- Chris Boltendahl – śpiew
- Uwe Lulis – gitara
- C.F. Brank – gitara basowa
- Albert Eckardt – perkusja